# Taxonomía

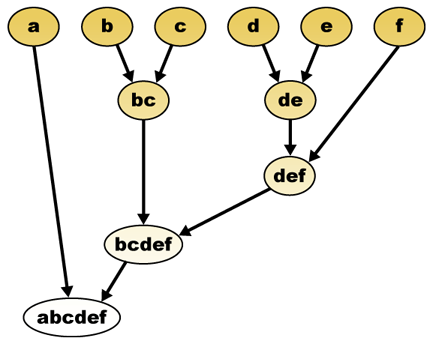
Los árboles filogenéticos tienen forma de dendrogramas. Cada nodo del dendrograma se corresponde con un clado.

La taxonomía (del griego ταξις, taxis, ‘ordenamiento‘, y νομος, nomos, ‘norma’ o ‘regla’) es, en un sentido general, la clasificación ordenada y jerárquica. Usualmente se emplea el término para designar a la taxonomía biológica, el modo de ordenar a los organismos en un sistema de clasificación compuesto por una jerarquía de taxones anidados.  La taxonomía biológica es una subdisciplina de la sistemática biológica, que estudia las relaciones de parentesco entre los organismos y su historia evolutiva. Actualmente, la taxonomía actúa después de haberse resuelto el árbol filogenético de los organismos estudiados, esto es, una vez que están resueltos los clados, o ramas evolutivas, en función de las relaciones de parentesco entre ellos.[cita requerida] El científico especialista en taxonomía se denomina taxónomo.
En la actualidad existe el consenso en la comunidad científica de que la clasificación debe ser enteramente consistente con lo que se sabe de la filogenia de los taxones, ya que solo entonces dará el servicio que se espera de ella al resto de las ramas de la biología (ver por ejemplo Soltis y Soltis, 2003), pero hay escuelas dentro de la biología sistemática que definen con matices diferentes la manera en que la clasificación debe corresponderse con la filogenia conocida. 
Más allá de la escuela que la defina, el fin último de la taxonomía es organizar al árbol filogenético en un sistema de clasificación. Para ello, la escuela cladística (la que predomina hoy en día) convierte a los clados en taxones. Un taxón es un clado al que fue asignada una categoría taxonómica, al que se otorgó un nombre en latín, del que se hizo una descripción, al que se asoció a un «ejemplar tipo», y que fue publicado en una revista científica. Cuando se hace todo esto, el taxón tiene un nombre correcto. La nomenclatura es la subdisciplina que se ocupa de reglamentar estos pasos y que se atengan a los principios de nomenclatura. Los sistemas de clasificación que nacen como resultado funcionan como contenedores de información, por un lado, y como predictores, por el otro. 
Una vez que está terminada la clasificación de un taxón, se extraen los caracteres diagnósticos de cada uno de sus miembros, y sobre esa base se confeccionan claves dicotómicas de identificación, las cuales se utilizan en la tarea de la determinación o identificación de organismos, que ubica a un organismo desconocido en un taxón conocido del sistema de clasificación dado. La determinación o identificación es además la especialidad, dentro de la taxonomía, que se ocupa de los principios de elaboración de las claves dicotómicas y otros instrumentos dirigidos al mismo fin.[cita requerida]
Las normas que regulan la creación de los sistemas de clasificación son en parte convenciones más o menos arbitrarias. Para comprender estas arbitrariedades (por ejemplo, la nomenclatura binominal de las especies y la uninominal de las categorías superiores a especie, o también la cantidad de categorías taxonómicas y los nombres de las mismas) es necesario estudiar la historia de la taxonomía, que nos ha dejado como herencia los Códigos Internacionales de Nomenclatura a cuyas reglas técnicas deben atenerse los sistemas de clasificación.[cita requerida]
La nueva crisis de biodiversidad, los avances en el análisis del ADN y la posibilidad de intercambiar información a través de Internet han dado un enorme impulso a esta ciencia en la década de 2000, y han generado un debate acerca de la necesidad de hacer reformas sustanciales a los Códigos, que aún se están discutiendo. Algunos ejemplos de nuevas propuestas son la taxonomía libre de rango, las marcas de ADN y la publicación por Internet.[cita requerida]

## Definiciones de la taxonomía según diferentes escuelas

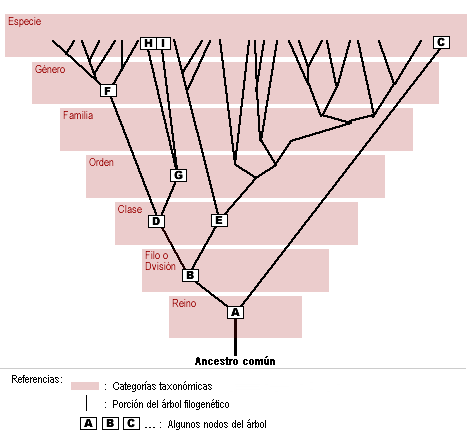
La taxonomía en la actualidad (según la escuela cladista) decide qué nodos del árbol filogenético (clados) se convertirán en taxones y en qué categorías taxonómicas se ubican.

Según la escuela cladista, que predomina hoy en día, la taxonomía es la ciencia que debe decidir qué clados del árbol filogenético se convertirán en taxones, y en qué categoría taxonómica debería estar cada taxón. 
Hay otras escuelas de clasificación. Quizás la más importante, dentro de las "minoritarias", sea la que considera que los grupos parafiléticos también deberían tener la posibilidad de ser convertidos en taxones, si los grupos que los conforman son lo suficientemente similares entre sí y lo suficientemente disímiles del clado que queda afuera (escuela evolucionista, Simpson 1961, Ashlock 1979, Cronquist 1987, Mayr y Ashlock 1991, Stuessy 1983, Stevens 1986, 1988). 
Un ejemplo clásico de un grupo parafilético que algunos taxónomos consideran un taxón, es el de las bacterias, parafiléticas con respecto a los eucariotas. Uno de los exponentes actuales de esta escuela es el investigador Cavalier-Smith. 
Otra escuela que fue encabezada por investigadores como Sokal, es la que clamaba que era imposible conocer la filogenia de los organismos con la información que se recolectaba, debido a que los razonamientos se hacían circulares (la morfología determinaba las relaciones de parentesco, y con las relaciones de parentesco se interpretaba la morfología) y la información no era completa como para saber las «verdaderas» relaciones filogenéticas. Estos investigadores optaban por hacer clasificaciones basadas exclusivamente en cantidad de caracteres similares entre los organismos, sin inferir ninguna historia evolutiva detrás de ellos (Sneath y Sokal 1973). Esta escuela, llamada escuela fenética, quizás haya perdido fuerza con el auge de los análisis de ADN y con la mejor interpretación del registro fósil que hay hoy en día. Esto se debe a que los grupos monofiléticos son más útiles en un sistema de clasificación que las agrupaciones basadas en similitudes de rasgos (Farris 1979, Donoghue y Cantino 1988) y, en la actualidad, se puede afirmar con más precisión qué grupos son monofiléticos. Hay que tener en cuenta que la Sistemática le debe a esta escuela muchos métodos de análisis numéricos (como Sneath y Sokal 1973, Abbott et al. 1985), la diferencia es que se utilizan como ayuda para determinar la filogenia de los organismos.
Otra escuela es la que propone una clasificación libre de categorías, cuyo exponente más extremo quizás sea el PhyloCode, aunque esta escuela nunca llegó a discutirse seriamente en el ambiente científico (Mallet y Willmott 2003).

## Características de los sistemas de clasificación
Independientemente de la escuela que la defina, el fin último de la taxonomía es presentar un sistema de clasificación que agrupe a toda la diversidad de organismos en unidades discretas dentro de un sistema estable, sobre las que les sea posible trabajar a los investigadores. 
Los sistemas de clasificación están compuestos por taxones (del griego ταξα, taxa) ubicados en sus respectivas categorías taxonómicas. La decisión de qué clados deberían convertirse en taxones, y la decisión de en qué categorías taxonómicas debería estar cada taxón, son un poco arbitrarias, pero hay ciertas reglas no escritas que los investigadores utilizan para que el sistema de clasificación sea "útil". Para que un sistema de clasificación resulte útil debe ser manejable, y para ello debe organizar la información de la forma en que sea más fácil de recordar. Judd y colaboradores (2002) coinciden en que:
- Cada taxón debe tener evidencia fiable de que forma un grupo monofilético: para convertir un clado en taxón debe haber muchas sinapomorfias que lo justifiquen, y debe haber una cantidad de caracteres diagnósticos que permitan diferenciarlo del resto de los taxones, lo cual ayudaría a la estabilidad del sistema de clasificación;
- Algunos sistemáticos apoyan la idea de que cada taxón debería tener caracteres morfológicos obvios que permitan identificarlo, lo cual ayudaría a la identificación por los no sistemáticos, y ayudaría a inferir muchos aspectos de su biología;
- Los taxones que componen un sistema de clasificación deben tener en lo posible entre 3 y 7 subtaxones, un número que puede manejar con facilidad la memoria humana (Stevens 1998[10]). En las palabras de Davis y Heywood (1963:83): «Debemos ser capaces de ubicar a los taxones en taxones de categoría más alta de forma que podamos encontrarlos de nuevo».[18]
- Otro criterio es la estabilidad de la nomenclatura. Los grupos que ya han sido nombrados en el pasado deberían continuar con el mismo nombre en lo posible.

Una vez decidido qué clados convertir en taxones, los sistemáticos deben decidir en qué categorías taxonómicas ubicarlos, lo cual es arbitrario. Por razones históricas se utilizan las categorías linneanas de clasificación: reino, filo o división, clase, orden, familia, género y especie (ver en la sección de historia de la taxonomía). Los mismos criterios utilizados para saber si nombrar un taxón pueden ser utilizados para saber en qué categoría taxonómica ubicarlo, en especial el de la estabilidad en la nomenclatura.
Los sistemas de clasificación que nacen como resultado de la taxonomía tienen dos utilidades:
- Sirven como contenedores de información. Los científicos de todo el mundo utilizan los taxones como unidad de trabajo, y publican los resultados de sus trabajos en relación con el taxón estudiado. Por lo tanto los nombres científicos de los organismos son la clave de acceso a un inmenso cuerpo de información, disperso en muchas lenguas y procedente de muchos campos de la biología.
- Permiten hacer predicciones acerca de la fisiología, ecología y evolución de los taxones. Por ejemplo, es muy común que cuando se encuentra un compuesto de interés médico en una planta, se investigue si ese compuesto u otros similares se encuentran también en otras especies emparentadas con ella.

## Nomenclatura
La nomenclatura es la subdisciplina que aplica las reglas para nombrar y describir a los taxones. Los objetivos de la nomenclatura son, principalmente, dos:
- Que cada organismo posea solo un nombre correcto.
- Que no existan dos taxones diferentes con el mismo nombre.

Las reglas de nomenclatura están escritas en los Códigos Internacionales de Nomenclatura. Hay uno para cada tipo de organismo: zoológica (usado en animales y protozoos), botánica (usado en plantas, algas y hongos), procariota (usado en bacterias y arqueas) y virus (usado en virus y agentes subvirales), ambos se actualizan frecuentemente como resultado de los congresos internacionales que reúnen a los científicos para tal efecto. Los códigos proveen el reglamento para que los taxones elegidos se publiquen válidamente. Para ello, deben poseer un nombre correcto (y una descripción si el taxón pertenece a la categoría especie), y publicarse en alguna revista científica o libro.[cita requerida]
Los nombres correctos de los taxones son los que se atienen a los principios de nomenclatura, expresos en los Códigos de Nomenclatura Botánica y Zoológica, que son:
- La nomenclatura botánica es independiente de la nomenclatura zoológica (cada una está representada por su propio código). Como consecuencia, el mismo nombre puede utilizarse para una planta o para un animal (aunque no es aconsejable).
- El nombre de cada grupo taxonómico debe estar acompañado de un tipo. El tipo es algo diferente si se habla de un nombre en la categoría especie o inferior, o de un nombre de una categoría superior a especie. Cuando se describe un taxón correspondiente a la categoría especie o inferior a especie, el autor debe asignar un espécimen específico de la especie para que sea designado como el espécimen tipo nomenclatural que debe estar almacenado en un lugar accesible (por ejemplo, si es una planta, en un herbario). Con respecto a los taxones superiores a especie, el nombre de cada taxón superior a especie posee como tipo el nombre de uno de los taxones de la categoría inferior.
- Hay un solo nombre correcto para cada taxón. El nombre correcto de cada taxón es el primero que se publicó en regla, también conocido como el principio de prioridad.
- Puede haber excepciones al principio de prioridad. Por un lado, algunos nombres ampliamente usados no son en realidad el nombre más antiguo asignado al taxón, pero al descubrirse esto el nombre menos antiguo ya había sido muy extendido. Por otro lado, a veces hay taxones que poseen más de un nombre correcto. Entonces se agrega el taxón a la lista de nomina conservanda, nombres que se consideran válidos por razones prácticas.
- Los nombres científicos deben ser en latín o latinizados, aunque sus orígenes sean en otro idioma.
- No puede haber dos taxones distintos con el mismo nombre dentro de un mismo código.
- Las reglas de nomenclatura son retroactivas, a menos que se indique expresamente lo contrario.

Cuando la aplicación estricta de un código genera confusión o ambigüedad, los problemas se llevan a la comisión respectiva para que tome una decisión al respecto. Por ejemplo, las decisiones tomadas por la Comisión Internacional de Nomenclatura Zoológica (que rige sobre el Código Internacional de Nomenclatura Zoológica) se publican en su revista, el Bulletin of Zoological Nomenclature (‘Boletín de Nomenclatura Zoológica’).[cita requerida]

### Categorías taxonómicas
La categoría fundamental es la especie, porque ofrece el taxón claramente reconocido y discreto de tamaño más pequeño. Sistemáticos, biólogos evolutivos, biólogos de la conservación, ecólogos, agrónomos, horticultores, biogeógrafos y muchos otros científicos están más interesados en los taxones de la categoría especie que en los de ninguna otra categoría. El concepto de especie ha sido intensamente debatido tanto por la sistemática como por la biología evolutiva. Muchos libros recientes ponen el centro de atención en la definición de especie y la especiación (King 1993, Lambert y Spencer 1995, Claridge et al. 1997, Howard y Berlocher 1998, Wilson 1999, Levin 2000, Wheeler y Meier 2000, Schilthuizen 2001)
En animales, en especial en vertebrados de tamaño grande, el criterio de la capacidad de hibridar es el más usado para distinguir especies. En la mayoría de los vertebrados, los grupos de individuos interfértiles coinciden con grupos morfológicos, ecológicos y geográficos, por lo que las especies son fáciles de definir. Hasta se pueden poner a prueba los límites de las especies analizando la interfertilidad entre las poblaciones. Este concepto de especie, llamado concepto de especie biológica (o BSC, por «biological species concept», Mayr 1963, véase también Templeton 1989, Coyne 1992, Mayr 1992), fue el que dominó la literatura zoológica y, hasta recientemente, también la botánica. Este criterio falla a la hora de definir especies de plantas, debido a que existe hibridación entre especies que conviven en un mismo lugar (a esas especies se las llama a veces semiespecies y al grupo que las abarca donde ellas hibridan se lo llama syngameon); a la reproducción uniparental que evita el intercambio genético (y crea poblaciones mínimamente diferenciadas, llamadas microespecies), y a que una misma especie puede poseer individuos ubicados en lugares muy lejanos (por ejemplo en distintos continentes) que no intercambien nunca material genético entre sí. Con respecto a las pruebas de interfertilidad, en plantas la interfertilidad de las poblaciones varía del 0 al 100 %, y en los niveles intermedios de interfertilidad, la asignación de especie no puede darse de forma inambigua según el concepto de especie biológica (Davis y Heywood 1963). Por eso, los sistemáticos de plantas no definen a las especies como comunidades reproductivas, sino como una población o un grupo de poblaciones que poseen mucha evidencia de formar un linaje evolutivo independiente, abandonando de esta forma el concepto de especie biológica o BSC (Davis y Heywood 1963, Ehrlich y Raven 1969, Raven 1976, Mishler y Donoghue 1982, Donoghue 1985, Mishler y Brandon 1987, Nixon y Wheeler 1990, Davis y Nixon 1992, Kornet 1993, Baum y Shaw 1995, McDade 1995). 
Las poblaciones también son difíciles de definir. Suelen definirse como grupos de individuos de una misma especie que ocupan una región geográfica más o menos bien definida y en las que los individuos interactúan entre sí. Las poblaciones pueden variar en tamaño de uno a millones de individuos, y pueden persistir en el tiempo por menos de un año o miles de años. Pueden ser producto de la descendencia de un solo individuo o estar recibiendo constantemente inmigrantes, por lo que también poseen diferentes niveles de diversidad genética.[cita requerida]
Se subdivide a la especie en razas cuando se encuentran grupos de poblaciones que difieren morfológicamente entre sí, aunque a veces crezcan juntas e hibriden entre ellas con facilidad. Se la subdivide en subespecies si poseen poco solapamiento geográfico en comparación con las razas, pero todavía existe algo de hibridación. Si los migrantes de una población se ven en desventaja reproductiva al entrar a otra población, entonces los sistemáticos consideran que las poblaciones pertenecen a dos especies distintas, claramente definidas.[cita requerida]
Por debajo de la raza también se puede seguir subdividiendo en taxones en las categorías variedad y forma.[cita requerida]
Las especies a su vez se agrupan en taxones superiores, cada uno en una categoría más alta: géneros, familias, órdenes, clases, etcétera.[cita requerida]
Una lista de las categorías taxonómicas generalmente usadas incluiría el dominio, el reino, el subreino, el filo (o división, en el caso de las plantas), el subfilo o subdivisión, la superclase, la clase, la subclase, el orden, el suborden, la familia, la subfamilia, la tribu, la subtribu, el género, el subgénero y la especie.[cita requerida]
Como las categorías taxonómicas por arriba de la categoría especie son arbitrarias, un género (grupo de especies) en una familia puede no tener la misma edad ni albergar la misma cantidad de variación, ni de hecho tener nada en común con un género de otra familia, más que el hecho de que los dos son grupos monofiléticos que pertenecen a la misma categoría taxonómica. Los sistemáticos experimentados están bien al tanto de esto y se dan cuenta de que los géneros, las familias, etcétera, no son unidades comparables (Stevens 1997); sin embargo, algunos científicos caen en el error frecuente de utilizar esas categorías como si lo fueran. Por ejemplo, es común ver medidas de diversidad de plantas como un listado de las familias de plantas presentes en un lugar dado, si bien el hecho de que esos taxones pertenezcan a una «familia» no significa nada en particular. Esta confusión es la que llevó a que se propusiera la eliminación de las categorías taxonómicas, y de hecho son pocos los sistemáticos que se preocupan por ellas y muchas veces llaman a los grupos monofiléticos con nombres informales para evitarlas (por ejemplo, hablan de las «angiospermas» para evitar discutir si son «Magnoliophyta», «Magnoliophytina», «Magnoliopsida», etcétera). Ver más adelante una discusión sobre el asunto.

### Nombre científico
En la nomenclatura binominal de Linneo, cada especie animal o vegetal quedaría designada por un binomio (una expresión de dos palabras) en latín, donde la primera, el nombre genérico, es compartida por las especies del mismo género, y la segunda, el adjetivo específico o epíteto específico, hace alusión a alguna característica o propiedad distintiva; esta puede atender al color (albus, ‘blanco’; cardinalis, ‘rojo cardenal’; viridis, ‘verde’; luteus, ‘amarillo’; purpureus, ‘púrpura’; etcétera), al origen (africanus, ‘africano’; americanus, ‘americano’; alpinus, ‘alpino’; arabicus, ‘arábigo’; ibericus, ‘ibérico’; etcétera), al hábitat (arenarius, ‘que crece en la arena’; campestris, ‘de los campos’; fluviatilis, ‘de los ríos’; etcétera), homenajear a una personalidad de la ciencia o de la política o atender a cualquier otro criterio. No es necesario que el nombre esté en latín, solo es necesario que esté latinizado. Los nombres de géneros siempre van con la primera letra en mayúscula, los adjetivos específicos siempre van en minúsculas, y los nombres de géneros y los de especies van siempre en itálicas (o subrayados, si se escribe a mano o a máquina). Al escribir el nombre de especie, el epíteto específico nunca se utiliza solo, y es obligatorio que esté precedido por el nombre del género, de forma que el nombre de la especie sea el binomio completo. El uso de la primera letra del nombre del género precediendo el epíteto específico también es aceptable una vez que el nombre ya apareció en su forma completa en la misma página o en un artículo pequeño. Así por ejemplo, la lombriz de tierra fue llamada Lombricus terrestris por Linneo, y si el nombre ya apareció antes en el artículo, puede volver a llamársela como L. terrestris. Con respecto a los taxones ubicados en la categoría de género y superior, los nombres son uninominales (constan de una sola palabra), y siempre se escriben con la primera letra en mayúsculas (aunque solamente en la categoría de género van en itálicas). Como los Códigos de Nomenclatura prohíben que dentro de cada Código haya dos taxones con el mismo nombre, no puede haber dos géneros con el mismo nombre (ni dos taxones por arriba de género con el mismo nombre), pero como ocurre que el adjetivo específico de las especies solo se usa después del nombre del género, puede haber dos especies diferentes pertenecientes a géneros diferentes que compartan el mismo adjetivo específico. Una vez fijado, un nombre no es sustituido por otro sin un motivo taxonómico. Por ejemplo el roble de los alrededores de Madrid fue bautizado como Quercus pyrenaica erróneamente, puesto que no se encuentra en los Pirineos, pero tal circunstancia no justifica un cambio de nombre.
Si bien en los tiempos de Linneo los nombres eran sencillos y descriptivos, últimamente se han registrado nombres científicos insólitos: la araña Pachygnatha zappa, porque tiene una mancha en el abdomen igual al bigote del artista Frank Zappa; algunas moscas chupadoras de sangre del género Maruina: Maruina amada, M. amadora, M. cholita, M. muchacha, M. querida, M. chamaca, M. chamaguita, M. chica, M. dama, M. nina, M. tica y M. vidamia, todos adjetivos cariñosos; el dinosaurio que fue llamado Bambiraptor debido a Bambi, el de la película de Disney, que tenía un pequeño tamaño; el molusco bivalvo Abra cadabra (aunque después se lo cambió de género); y quizás el caso más sobresaliente: el género de arañas brasileñas Losdolobus, llamado así porque los investigadores que lo describieron, queriendo homenajear a dos argentinos que habían colaborado, les pidieron a éstos que inventasen un nombre para el nuevo género, que quedó como Losdolobus por «los dolobus», término del lunfardo argentino intraducible en una enciclopedia.
Con respecto a las restricciones para nombrar a los taxones, los géneros y especies no las tienen (salvo por el hecho de que tienen que estar en latín o latinizados), en las categorías superiores a género a veces es necesario que tengan un sufijo en particular, según se indica en la siguiente tabla:
| Categoría taxonómica | Plantas  | Algas     | Hongos     | Animales/Protozoos | Procariotas | Virus        |
| -------------------- | -------- | --------- | ---------- | ------------------ | ----------- | ------------ |
| Dominio              |          |           |            |                    |             | -viria       |
| Reino                |          |           |            |                    | -ati        | -virae       |
| División/Filo        | -phyta   | -phyta    | -mycota    |                    | -ota        | -viricota    |
| Subdivisión/Subfilo  | -phytina | -phytina  | -mycotina  |                    |             | -viricotina  |
| Clase                | -opsida  | -phyceae  | -mycetes   |                    | -ia         | -viricetes   |
| Subclase             | -idae    | -phycidae | -mycetidae |                    | -idae       | -viricetidae |
| Superorden           | -anae    | -anae     | -anae      |                    |             |              |
| Orden                | -ales    | -ales     | -ales      |                    | -ales       | -virales     |
| Suborden             | -ineae   | -ineae    | -ineae     |                    | -ineae      | -virineae    |
| Infraorden           | -aria    | -aria     | -aria      |                    |             |              |
| Superfamilia         | -acea    | -acea     | -acea      | -oidea             |             |              |
| Epifamilia           |          |           |            | -oidae             |             |              |
| Familia              | -aceae   | -aceae    | -aceae     | -idae              | -aceae      | -viridae     |
| Subfamilia           | -oideae  | -oideae   | -oideae    | -inae              | -oideae     | -virinae     |
| Infrafamilia         |          |           |            | -odd               |             |              |
| Tribu                | -eae     | -eae      | -eae       | -ini               | -eae        |              |
| Subtribu             | -inae    | -inae     | -inae      | -ina               | -inae       |              |
| Infratribu           |          |           |            | -ad                |             |              |

Un ejemplo de taxón es el orden Primates. En esta expresión, «orden» especifica la categoría o rango taxonómico del grupo, más amplio que el de familia y menos amplio que el de clase. «Primates» es el nombre en latín específico del grupo o taxón indicado. El orden Primates está subordinado a la clase Mammalia (los mamíferos), e incluye diversas familias como la familia Cebidae (cébidos, las monas americanas) o la familia Hominidae (homínidos, nuestra propia familia).
Además, en el caso de las especies el nombre debe ser seguido del apellido del autor de su primera descripción (habitualmente llamado la autoridad), seguido del año en que se describió por primera vez. Cuando la especie en la actualidad se ubica en un género diferente al que le fue asignado por su autoridad original, el nombre del autor y el año se ponen entre paréntesis; por ejemplo, la estrella de mar Pisaster giganteus (Stimpson, 1857).

## Determinación o identificación de organismos
Una vez que se obtiene un sistema de clasificación estable con todos sus taxones correctamente nombrados, nace la subdisciplina de la determinación, también llamada identificación de los organismos. La determinación es la disciplina que ubica a un organismo desconocido dentro de un taxón conocido del sistema de clasificación, a través de sus caracteres diagnósticos. Para ello, es necesario que la información sobre los taxones esté disponible de una forma accesible, y a veces son necesarios también otros elementos como lupas o microscopios, para observar los caracteres del organismo que permiten ubicarlo en uno u otro taxón. La información suele estar disponible en enormes libros llamados claves de identificación, que poseen un sistema (clave) que va guiando hacia el taxón al que pertenece su organismo. Estos libros también se llaman «Floras», si se trata de plantas terrestres, o «Faunas», en el caso de animales. Generalmente, las claves de identificación son para una región dada, ya que sería inútil ingresar en ellas la información sobre taxones que no se encuentran en la región en la que se encontró el organismo a determinar.[cita requerida]

## Historia de la taxonomía

### Los orígenes de la taxonomía
Los orígenes de la taxonomía se remontan a los orígenes del lenguaje, cuando las personas llamaban con los mismos nombres a organismos más o menos similares. Este sistema persiste hoy en día en lo que llamamos los «nombres comunes» de los organismos. Si bien los nombres vulgares son útiles para el habla cotidiana, pronto los naturalistas se dieron cuenta de que necesitaban un sistema más universal y riguroso para nombrar a los organismos, lo que no solo respondía a una necesidad metodológica, sino que también constituía una expresión de la voluntad de dominio de los colonizadores incluso en el terreno intelectual.

Los nombres nativos parecen perder toda importancia y repetidamente los expedicionarios los señalan como nombres ilegítimos. Para Antonio de Ulloa: el lenguaje Quechua de los Incas se aproxima más al lenguaje de los niños.
Al parecer, los nativos no comprendían las palabras y los conocimientos propios de cualquier sociedad civilizada como Dios, virginidad o inmaculada concepción. Los indígenas americanos tenían innumerables nombres para plantas pero no una única palabra que se pudiera traducir como árbol. Culturas cuya supervivencia dependía del conocimiento y uso de la vegetación circundante, reconocían numerosas plantas de utilidad, sabían cuáles eran sus usos, y le habían dado nombres descriptivos. Sin embargo, es obvio que no compartían con los naturalistas conceptos como especie, género o clase. Para conquistar plantas extrañas, el europeo se debe deshacer de contingencias locales y fabricar tipos ideales conformes con el sistema de clasificación europeo.

No obstante, el conocimiento tradicional de las culturas primitivas acerca de las especies biológicas locales ni fue totalmente despreciado ni ha dejado de ser utilizado hasta la actualidad, tanto con criterios antropológicos como para la investigación farmacéutica. La adecuación o no de las taxonomías tradicionales al criterio científico ha sido objeto de algunas investigaciones (a veces se identifican como idénticas especies distintas, a veces se identifican como distintas especies idénticas).

### Taxonomía de Aristóteles
Aristóteles, considerado el padre de la biología, llegó a clasificar hasta un total de 508 especies de animales: 91 mamíferos, 178 aves, 18 reptiles y anfibios, 107 de peces, 8 cefalópodos, 17 crustáceos, 26 moluscos y 67 insectos y relacionados. Los comienzos de la zoología deben buscarse concretamente en los estudios sobre la generación y la anatomía de los animales en la obra aristotélica. Aristóteles creía que las causas finales intencionadas guiaban todos los procesos naturales; esta visión teleológica justificó sus datos observados como una expresión de causa y diseño formal. Cada grupo de animales se dividía en «genos», los cuales se dividían a su vez en especies «eidos». Aristóteles diferenció dos grupos «géneros máximos»:
- Enaima: Son los animales con sangre, que se aproxima a los vertebrados.
- Anaima: Son los animales sin sangre, que se aproxima a los invertebrados;

Aristóteles llamó a estos grupos «géneros máximos», sus divisiones se llamaban géneros «genos», los cuales se dividían a su vez en especies «eidos» y a su vez en «diafora». Aparte de estos grupos, también se encuentran dos características: las propiedades y los accidentes. Ejemplificados con el ser humano: se trata de un animal (genos) humano (eidos) racional (diafora) que es capaz de leer (propiedad) y puede ser alto o bajo (accidente). También distinguió animales según su reproducción (vivíparos, vermíparos y ovíparos con huevos perfectos e imperfectos) y anatomía (bípedos, cuadrúpedos, alados, etcétera).
| Enaima                         | Enaima                                                                          | Enaima |
| ------------------------------ | ------------------------------------------------------------------------------- | --- |
| Vivíparos                      |                                                                                 | 1- Bípedos vivíparos (ser humano).                                                                                            |
| Vivíparos                      | 2- Cuadrúpedos peludos (mamíferos terrestres).                                  | |
| Vivíparos                      | 3- Cetáceos (mamíferos marinos).                                                | |
| Ovíparos de huevos perfectos   |                                                                                 | 4- Aves (ocho especies; divide según extremidades o según alimentación).                                                      |
| Ovíparos de huevos perfectos   | 5- Cuadrúpedos ovíparos (escamosos -reptiles- y ápodos -anfibios-).             | |
| Ovíparos de huevos perfectos   | 6- Peces.                                                                       | |
| Anaima                         |                                                                                 | |
| Ovíparos de huevos imperfectos |                                                                                 | 7- Malacodermos, que correspondían únicamente a los actuales cefalópodos.                                                     |
| Ovíparos de huevos imperfectos | 8- Malacostráceos, que comprendían la mayor parte de los crustáceos superiores. | |
| Vermíparos                     |                                                                                 | 9- Insectos. |
| Generación espontánea          |                                                                                 | 10- Ostracodermos, que reunían todos los animales provistos de caparazón como bivalvos, gasterópodos, equinodermos, etcétera. |
| Generación espontánea          | 11- Zoófitos, que incluyen los gusanos y artrópodos.                            | |

Esta clasificación se mantuvo vigente durante la Edad Media y el Renacimiento, hasta Carlos Linneo en el siglo XVIII. A lo largo de sus obras biológicas, Aristóteles usó otros criterios clasificatorios en función de las conveniencias, como: terrestres, acuáticos, voladores y estáticos; en multíparos, paucíparos y uníparos; en sociales, solitarios, salvajes y domesticados. No obstante, Aristóteles observó varias excepciones en su clasificación como tiburones que tenían una placenta como los tetrápodos (Mustelus). Para un biólogo moderno, la explicación es una evolución convergente.

### De la taxonomía linneana aEl origen de las especies

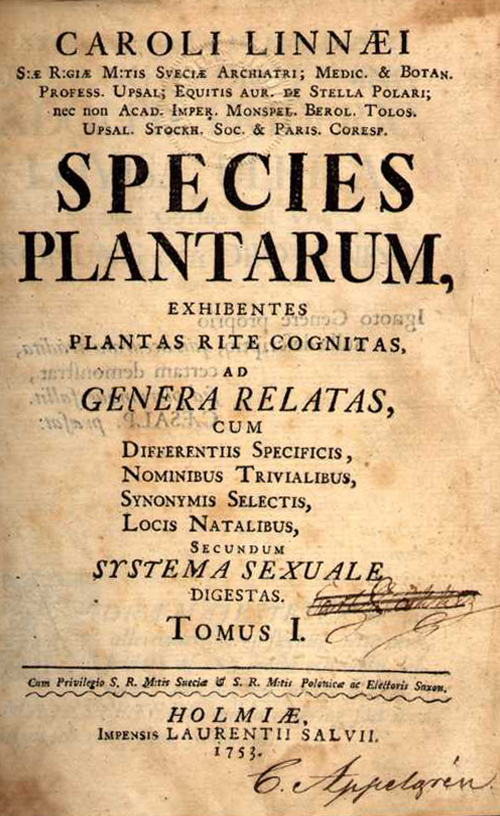
Portada de la obra de Linneo Species plantarum (1753), donde se instauró el uso de la nomenclatura binominal

Por un tiempo los naturalistas hicieron tibios intentos de ordenar la información disponible sobre los organismos y reglamentar sus nombres. Pero sin duda alguna fue en el siglo XVIII cuando la taxonomía recibió un empujón definitivo, gracias al naturalista sueco Carlos Linneo, quien tenía la ambición de nombrar a todos los animales, plantas y minerales conocidos en la época según sus características físicas compartidas y normalizó su denominación. En 1753 publicó un gigantesco trabajo de dos volúmenes en que almacenó y ordenó la información disponible sobre las plantas, y fue el que definió las bases del sistema que se utiliza hoy en día. El libro se llamaba Species Plantarum (‘Especies de plantas’), y estaba escrito en latín, que era el idioma universal de la época. En ese libro las plantas estaban agrupadas según sus similitudes morfológicas. Linneo fue uno de los primeros naturalistas en enfatizar el uso de similitudes entre organismos para construir un sistema de clasificación. De esa forma y sin saberlo, estaba clasificando a los organismos en virtud de sus similitudes genéticas, y por lo tanto también evolutivas. En su libro, cada «especie de planta» se describía con una frase en latín limitada a 12 palabras. Él propuso que esas pequeñas descripciones fueran el nombre utilizado en todo el mundo para referirse a cada una de sus «especies». A estas pequeñas descripciones o polinomios las llamó «el nombre propio de cada especie», pero agregó una importante innovación que ya había sido utilizada antes por Caspar Bauhin (1560-1624): la nomenclatura binominal o binomios, como el «nombre corto» de las especies. En los márgenes de su Species Plantarum, seguido del nombre "apropiado" polinomial de cada especie, escribió una sola palabra. Esta palabra, combinada con la primera palabra del polinomio (hoy llamada género), formaba un nombre más fácil de recordar y corto para cada especie. Por ejemplo, la hierba de gato fue nombrada "apropiadamente" con el polinomio: Nepeta floribus interrupte spicatus pedunculatis (en español, ‘Nepeta con flores en una espiga interrumpida pedunculada’). Linneo escribió la palabra cataria en el margen del nombre apropiado de la especie, que quiere decir ‘relacionada con los gatos’, haciendo referencia a un atributo familiar de la especie. Tanto él como sus contemporáneos rápidamente empezaron a llamar a la planta con el nombre Nepeta cataria, que es el nombre que persiste hoy en día.
La nomenclatura binomial para identificar de manera unívoca a las especies solventaba así los problemas de comunicación producidos por la variedad de nombres locales. A la vez, Linneo propuso un esquema jerárquico de clasificación, donde las especies muy afines se agrupan en un mismo género. La categoría de género ya existía. De hecho, en 1694 Joseph Pitton de Tournefort proveyó guías para describir géneros: los caracteres de los géneros debían ser reconocibles en todos los miembros del género y ser visibles sin el uso de un microscopio. En lo posible, estos caracteres debían ser tomados de la flor y el fruto. Linneo utilizó los géneros, y creía que tanto los géneros como las especies existían en la naturaleza, mientras que las categorías más altas eran solo materia de conveniencia humana.[cita requerida]
Linneo también trató de agrupar a los géneros en familias «naturales» (es decir, en familias que reflejaran las relaciones que había entre los organismos en la Naturaleza), si bien no les otorgaba una descripción, y para 1751 había reconocido 67 familias, dejando muchos géneros sin ubicación. Linneo buscaba caracteres que fueran encontrados en todos los miembros de cada familia, pero falló en su búsqueda aún en las más «naturales» de las familias, como Umbelliferae.
Desde entonces hasta 1789, a varios autores, como a Michel Adanson, se les hizo evidente que los caracteres variaban incluso dentro de los grupos «naturales», concluyendo que no hay caracteres esenciales para definir a un grupo, y que los grupos deben definirse solo mediante un conjunto de caracteres.
En 1789, Antoine-Laurent de Jussieu describió, en su libro Genera plantarum, tanto géneros como familias de plantas y puso a estas últimas en clases. Su formación de especies, géneros y familias fue exitosa, y esta fundación jussiana es la que básicamente se conserva hoy en día para la clasificación de las plantas, si bien con el tiempo se agregaron familias, los límites de las familias existentes en ese libro se modifica, y fueron agregadas más categorías, como la de orden entre familia y clase, y filo y reino por encima de la clase.
Con respecto a los animales, en 1758 Linneo publicó la décima edición de su Systema Naturae, en el que listó todos los animales conocidos por él en ese momento y los clasificó como había hecho previamente con las plantas. Linneo nombró unas 4 400 especies de animales, incluyendo el Homo sapiens.[cita requerida]
De esta forma se proporcionaba una imagen estructurada de la relación entre especies. El conjunto de los organismos agrupados según las jerarquías antedichas, constituyen los sistemas de clasificación de los organismos. Los sistemas de clasificación pueden ser «arbitrarios», si solo tratan de agrupar los organismos para facilitar su determinación de manera artificiosa (por ejemplo, de acuerdo a su utilización por los humanos), o «naturales», cuando las jerarquías se establecen en función de sus afinidades en la Naturaleza. La palabra «natural» nunca fue definida científicamente, y en la época de Linneo solo quería decir que las especies habían sido creadas "naturalmente" parecidas a algunas y disímiles de otras. El debate entre los partidarios de los sistemas artificiales y los defensores de la construcción de un sistema natural fue uno de los conflictos teóricos más intensos de la biología de los siglos XVIII y XIX, solo resuelto con la consolidación de la teoría de la evolución, que ofreció el primer criterio demostrable de «naturalidad»: la ascendencia común. Mientras más parecidos eran dos organismos entre sí, más cercano era su ascendiente común, y por lo tanto más cercanamente se agrupan en la clasificación. Los organismos que comparten solo unos pocos caracteres comparten un ascendiente más lejano y por lo tanto son ubicados en taxones diferentes, compartiendo solo los taxones más altos.
En 1778 Lamarck sugirió que los caracteres utilizados por los botánicos para dividir los taxones no necesariamente tenían que ser los mismos que la gente utilizara para diagnosticarlos. Él promovió el uso de claves de identificación, libros que permitían a los usuarios no expertos identificar un organismo dado mediante caracteres fácilmente visibles.
El término «Taxonomía» (Taxonomie, en francés) fue empleado por primera vez por el biólogo suizo Augustin Pyrame de Candolle a comienzos del siglo XIX. En términos etimológicos estrictos, debe considerarse quizá preferible la forma «Taxinomía», pero tiene un uso muy limitado, casi siempre en traducciones del francés.
Un número de sistemáticos, especialmente en Francia y Alemania, adoptaron el concepto de «espécimen tipo». Estos «tipos» eran plantas que se guardaban en un herbario, que representaban la forma más común del grupo, o la forma más "perfecta" (estos autores consideraban la simetría radial y la bisexualidad más perfectas que las demás formas, por lo que se ha dado el caso de que guardaran mutantes como ejemplar tipo).
Por varias décadas después de la edición de los libros de Linneo, proliferaron los nombres para animales y plantas, y muchas veces hubo más de un nombre para una especie dada (diferentes nombres para el mismo taxón son llamados «sinónimos»). Cuando así era, el nombre de uso común era normalmente el más descriptivo, o simplemente el utilizado por la autoridad más eminente del momento. A esto se sumaba que algunos nombres de géneros y algunos epítetos específicos eran compuestos por más de una palabra. Esta falta de estabilidad nomenclatural llevó a, en 1813, la adopción de un código para nombrar a las plantas, llamado Théorie Elémentaire de la Botanique (‘Teoría Elemental de la Botánica’). Por lo mismo y para los animales, en 1842, se adoptó un código de reglas formuladas bajo el auspicio de la British Association for the Advancement of Science (‘Asociación Británica para el Avance de la Ciencia’), llamado el Strickland Code (‘Código de Strickland’).

### Taxonomía y evolución

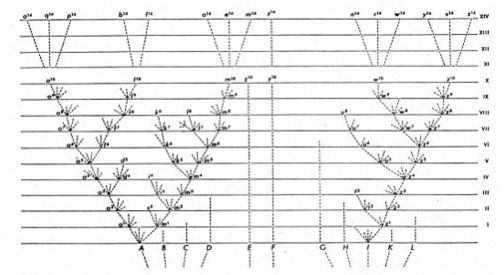
Diagrama dibujado por Charles Darwin en El origen de las especies

Antes de que existiera la teoría de la evolución, se pensaba a las relaciones entre los organismos de una forma muy parecida a las relaciones entre los países en un mapa. Cuando irrumpió la teoría de la evolución a mediados del siglo XIX pronto se admitió, tal como formuló el propio Darwin, que el grado de parentesco entre los taxones (filogenia) debía ser el criterio para la formación de los grupos. La publicación de su libro El origen de las especies en 1859 estimuló la incorporación de teorías evolutivas en la clasificación, proceso que hoy en día aún no está terminado (de Queiroz y Gauthier, 1992). Un paso crítico en este proceso fue la adquisición de una perspectiva filogenética, para la cual biólogos como Willi Hennig (entomólogo alemán, 1913-1976), Walter Zimmermann (botánico alemán, 1892-1980), Warren H. Wagner, Jr. (botánico estadounidense, 1920-2000) y muchos otros han hecho valiosos aportes. La biología sistemática es la ciencia que se ocupa de relacionar los sistemas de clasificación con teorías sobre la evolución de los taxones.
Hoy en día, el desarrollo de nuevas técnicas (como el análisis del ADN) y las nuevas formas de análisis filogenético (que permiten analizar matrices con una cantidad enorme de datos) están produciendo cambios sustanciales en las clasificaciones al uso, obligando a deshacer grupos de larga tradición y definir otros nuevos. Los aportes más significativos proceden de la comparación directa de los genes y de los genomas. El «boom» de los análisis de los genes de los organismos ha invertido el papel de la morfología especialmente en la taxonomía de plantas: cuando fue creada y durante muchos años, la taxonomía era la ciencia que agrupaba a los organismos según sus afinidades morfológicas (y luego también anatómicas, fisiológicas, etcétera). Pero hoy en día, cada vez más los organismos son agrupados según las similitudes en su ADN (y recientemente, en segundo lugar, con apoyo del registro fósil y la morfología), y la evolución de los caracteres morfológicos es "interpretada" una vez el árbol filogenético está consensuado. Esta situación enriqueció el campo de la biología sistemática, y logró una relación íntima de esta última con la ciencia de la evolución, relación que antes había sido desatendida por los científicos, debido a la cantidad de imprecisiones que había antes de la llegada de los análisis de ADN en los sistemas de clasificación. En muchas porciones del árbol filogenético, la taxonomía pasó a ser solo la subdisciplina de la biología sistemática que se ocupa de crear el sistema de clasificación según las reglas, y la «estrella» pasó a ser el árbol filogenético en sí. Los sistemas de clasificación se hacen en colaboración, según el árbol filogenético más consensuado (ver por ejemplo APG II en 2003 para las angiospermas, Smith et al. en 2006 para los helechos), y hoy en día se utilizan métodos estadísticos para consensuar los nodos del árbol filogenético.

### Formalización de las normas: los códigos
El que originalmente fuera Théorie Elémentaire de la Botanique en 1813, se convirtió en el International Code of Botanical Nomenclature (‘Código Internacional de Nomenclatura Botánica’ o ICBN) en 1930, que trata sobre la nomenclatura de plantas y hongos (que trata de diferente manera a los dos grupos mencionados). El que originalmente fuera el Strickland Code formado en 1842, que reglaba los nombres de los animales, fue revisado por la formada International Commission on Zoological Nomenclature (Comisión Internacional de Nomenclatura Zoológica, en español) y renombrado como International Code of Zoological Nomenclature (‘Código Internacional de Nomenclatura Zoológica’ o ICZN) en 1901. El Código Internacional de Nomenclatura Botánica estableció al año 1753 (el de la publicación de Species Plantarum) como el año en que se inicia la nomenclatura botánica moderna, dejando sin efecto los nombres publicados para las plantas antes de esa fecha. De la misma forma, el Código Internacional para la Nomenclatura Zoológica estableció al año 1758 (el año en que Linneo publicó la décima edición del Systema Naturae) como el año de inicio de la nomenclatura zoológica, dejando sin efecto los nombres publicados para animales antes de esa fecha. Los dos Códigos comparten los mismos «principios de Nomenclatura» que ya fueron descritos, y se actualizan como resultado de los Congresos Internacionales que se realizan regularmente para tal efecto.
Con el tiempo, los bacteriólogos, que se habían atenido al código botánico, desarrollaron su propio Código (Código Internacional de Nomenclatura de Procariotas), y lo mismo hicieron los virólogos (estudiosos de los virus) con el Código Internacional de Clasificación y Nomenclatura de Virus. Actualmente se debate sobre la urgencia de formalizar de manera equivalente la nomenclatura de los genes o las proteínas.

## Por qué cambian los nombres de los taxones
La descripción formal y la tipificación de los taxones son procedimientos en los que es frecuente observar errores e inconsistencias, y esto ocurría aún en mayor medida antes de que los códigos internacionales reglamentaran estos trabajos muy pormenorizadamente. Los nombres de los taxones pueden cambiar cuando son redescubiertas descripciones más antiguas del mismo taxón, y se aplica el principio de prioridad, o cuando se observa que la descripción original en realidad se refería a un taxón diferente. Las reglas de la nomenclatura indican que en estos casos el nombre del taxón debe ser cambiado sin discusión pero, si por la extensión del uso del nombre parece deseable su conservación, se ha de promover una proposición formal ante el comité correspondiente del Congreso Internacional. Este puede decidir aceptar la inclusión en la lista de nomina conservanda, nombres que se consideran válidos por razones prácticas, aunque su uso contravenga la regla de prioridad. No suelen darse aquellos dos casos en los grupos ya bien estudiados, y en los Códigos hay además mecanismos para la supresión de nombres pobremente definidos en los grupos más complicados. Una vez asentada la taxonomía fundamental de un grupo, es poco probable que los cambios de nombres se den por esta clase de motivos.
El motivo para cambiar nombres establecidos no está solo en la enmienda de errores de procedimiento, sino también en la evolución del juicio científico de los especialistas, inevitable en la medida en que crece el conocimiento. Aun cuando las asociaciones entre los nombres y los especímenes «tipo» hayan sido establecidas de acuerdo con todas las reglas, los nombres pueden seguir cambiando debido esencialmente a dos causas: que los taxónomos difieran de sus antecesores en sus opiniones acerca de cómo se deben circunscribir los taxones, o que el descubrimiento de nueva información obligue a modificar el criterio.  
Por ejemplo, es muy común que cuando, recién descubiertos, a muchos grupos de organismos se les dé un nombre de especie (y de género incluso) nuevo, pero unos años después un taxónomo que los estudie llegue a la conclusión de que todos pueden hibridar entre sí y dar descendencia fértil, por lo que unifica a todos los taxones en una única especie (en este caso todos los nombres cambian al nombre de la primera especie descrita dentro del grupo), y en todo caso dejando los antiguos nombres de especies como subespecies. Unos años después puede llegar otro taxónomo que decide que esos grupos de organismos deberían dividirse en dos especies distintas, que en la naturaleza conviven sin hibridarse (aunque pudieran) y porque cada una de las especies que él propone forma una unidad monofilética en un análisis de filogenia. Entonces a los que caen en la "nueva" especie, se les cambia el nombre de especie por el nombre de la especie más antigua descrita dentro de la "nueva" especie. Otro taxonomista podría argumentar más tarde que todos los grupos originalmente descritos son especies válidas del mismo género, debido a que cada uno de ellos puede ser identificado por su propio grupo de caracteres morfológicos, y que dentro de cada uno de ellos hay un patrón de ascendencia y descendientes. En este caso, todos los nombres de especies cambiarían al primer nombre dado a cada grupo cuando fue descrito, pero todos los nombres de género se unificarían en uno solo, por lo que todos los géneros pasarían a nombrarse como el género más antiguo descrito dentro del grupo. Esta inestabilidad de los nombres se hubiera debido únicamente a cambios en la «filosofía taxonómica». Estas diferencias conceptuales entre taxónomos son extremadamente comunes hoy en día, lo cual lleva a una gran inestabilidad potencial en los nombres de los taxones (Vane-Wright, 2003).

## Perspectivas actuales de la ciencia de la taxonomía
En la década de 2000 se ha vuelto a poner de moda la ciencia taxonómica en el ambiente científico (Mallet y Willmott, 2003), debido en parte a las aproximaciones revolucionarias a los problemas taxonómicos dadas por el análisis de ADN e Internet, y en parte debido a la conciencia de su utilidad, dada la crisis de biodiversidad que estamos viviendo. Las nuevas herramientas disponibles generan un debate acerca de la utilidad de las reglas de la taxonomía tal como está hoy en día, y se preguntan acerca de la necesidad de reformar los Códigos de Nomenclatura Zoológica y Botánica (Mallet y Willmott, 2003).

### El rol del ADN en la taxonomía
Las secuencias de ADN se utilizan cada vez más en los análisis filogenéticos debido a que unos pocos cientos de bases, con su cantidad enorme de combinaciones potenciales, bastan para hacer análisis de identificación y parentesco. Por eso algunos autores, como Herbert et al. (2003), y Tautz et al. (2003), proponen un rol central del ADN en la definición de las especies, de forma que una muestra de ADN y la lectura de su secuencia de bases debería ser uno de los caracteres del espécimen tipo, y una especie de marca para el taxón al cual pertenece el espécimen. Se ha propuesto que la secuencia de ADN sirva como un carácter clave, de utilización similar a como se usaría el código de barras en los supermercados. Esta «Taxonomía basada en ADN» aún adolecería de muchos de los mismos problemas que tienen los demás enfoques: por ejemplo, el problema de los límites de la circunscripción de los taxones. Los cambios de nombres que más molestan y aburren a los biólogos son los que se dan no por deficiencias en la anterior circunscripción de los taxones, sino porque cambian los conceptos utilizados para definirlos. Otro problema es que hay que decidir qué secuencia usar, ya que algunas secuencias no dan una información que diferencie al taxón de los demás. Esto puede ser porque un mismo gen puede mantenerse inalterado durante millones de generaciones después de la especiación, o debido al fenómeno de introgresión (de forma que un gen que se había diferenciado vuelva a su estado anterior por azar). Por lo tanto, de la misma forma en que no es conveniente confiar en un solo carácter morfológico para identificar una especie, tampoco es conveniente confiar en una sola secuencia de ADN (Mallet y Willmott 2003). Aun cuando la «Taxonomía basada en ADN» fuera financiada, es necesario preguntarse si es necesario agregar un requerimiento extra al ya lento proceso de describir nuevos taxones, en especial teniendo en cuenta que se calcula que solo el 10 % de las especies del planeta ha sido descrito (Mallet y Willmott, 2003). Debido a eso, probablemente la mayoría de los biólogos verán a las secuencias de ADN como un complemento más que como un reemplazo de la información morfológica.
De todas formas, los Códigos de Botánica y Zoología hoy en día no especifican ningún carácter en particular para diagnosticar nuevos taxones, así que la «Taxonomía de ADN» ya es válida, si bien la descripción de caracteres visibles puede ser de uso más inmediato y definitivamente más interesante que la lectura de las secuencias de ADN. Ya es rutina que las especies de microorganismos se delimiten a través de métodos moleculares, y, para dilucidar el árbol de la vida completo, sería claramente útil secuenciar los mismos genes en muchos taxones diferentes. Para lograr esto último, sería necesario un «proyecto genoma horizontal», y un sistema de archivo de ADN, más allá de si el ADN se vuelve un requerimiento en la descripción de todas las especies o no.

### Iniciativas taxonómicas en Internet
Muchas iniciativas taxonómicas se han afianzado en internet, quizás demasiadas. Las más populares en el ambiente científico quizás sean las siguientes (Mallet y Willmott, 2003):
- All-Species[65]
- GBIF[66]
- Species 2000[67]
- Tree of Life[68]

Pero existen más de 50 proyectos más en todo el mundo. Charles Godfray (2002) es solo uno de los tantos que recientemente propusieron la integración de toda la información taxonómica en un solo portal revisado por pares (peer-reviewed), para reemplazar el sistema actual de descripciones de especies dispersas a lo largo de cientos de revistas a las que es complicado llegar. Lo cierto es que una web universal de información taxonómica solo se dará cuando exista una web que dé la mejor información, la más completa, actualizada, de contenido libre, y amigable (user-friendly), entonces las demás caerán en desuso. Solo en las bacterias esa información ya está unificada.

### Propuestas de un registro central de nombres
El mismo Charles Godfray (2002) propone además de lo anterior, una «primera revisión a través de la web» como el nuevo punto de partida de la nomenclatura en cada grupo, de forma que los sinónimos utilizados en publicaciones anteriores fueran invalidados a partir de la validación en internet. Alessandro Minelli, el presidente de la Comisión Internacional para la Nomenclatura Zoológica, también argumenta a favor de un registro central de nombres (Minelli 2003).
El código para las bacterias ya tiene un registro central de nombres: todos los nombres válidos de las bacterias ahora son publicados en una única revista, con una nueva fecha de comienzo de la nomenclatura fijada en 1980. Pueden esperarse reformas similares en los códigos de los macroorganismos, pero los zoólogos y los botánicos todavía tienen que ratificar las propuestas. La posibilidad de que unos pocos especialistas puedan monopolizar la nomenclatura fue una de las preocupaciones que llevó a los botánicos a rechazar las llamadas para un registro central de los nombres en el Congreso Internacional de Botánica en 1999 (Greuter et al. 2000), propuestas similares fueron rechazadas en el Código de Zoología de 1999 (International Commission on Zoological Nomenclature, 1999). Además, como muchos cambios son debidos a diferencias en los conceptos de especie más que a la confusión acerca de la prioridad de nombres o la identificación, la estabilidad de los nombres es improbable aun cuando se llegue a tener un único registro de ellos.

### Propuestas de taxonomía libre de rangos
También cabe preguntarse por el futuro de la «taxonomía libre de rangos» (rank-free taxonomy) y el PhyloCode creado hace unos años.[¿cuándo?] Los que lo apoyan esperan reemplazar la nomenclatura Linneana basada en rangos o categorías taxonómicas, con un sistema uninominal para nombrar clados. Esta aproximación dejaría de lado el difícil debate acerca de qué clados constituyen un taxón con sus correspondientes nombre y categoría taxonómica. El PhyloCode no llegó a discutirse en el debate acerca de una taxonomía unitaria al menos hasta 2003 (Mallet y Willmott, 2003). Por otro lado los sistemas de clasificación modernos basados en análisis moleculares de ADN (como el APG II, el de Smith et al.), si bien utilizan la nomenclatura binominal y las categorías propuestas por Linneo, por arriba de orden o clase utilizan clados «flotantes» no asignados a categorías taxonómicas. Eso puede cambiar en el futuro, cuando las investigaciones en filogenia se consideren terminadas, o bien puede haber nodos que nunca sean asignados a taxones, porque los investigadores coinciden en que no es necesario que todos los nodos sean «nombrados».

### El futuro de los códigos
Más allá de los detalles, lo cierto es que tanto las propuestas de un registro central de nombres, como la «taxonomía libre de rangos» y la «taxonomía basada en ADN» argumentan que las reglas existentes para la nomenclatura taxonómica son inadecuadas. Estos códigos son el resultado de centurias de debate. Más allá de sus debilidades, son logros impresionantes que pueden ser adaptados para reflejar las nuevas necesidades. Las reformas a la nomenclatura son necesarias continuamente, pero el éxito y la universalidad del sistema requiere que los reformadores actúen con sensibilidad y solo con amplio consenso, para evitar la fragmentación del conocimiento existente en múltiples sistemas incompatibles (Mallet y Willmott, 2003).

### En perspectivas actuales de la ciencia de la Taxonomía
- Mallet, J.; Willmott, K. (2003). «Taxonomy: Renaissance or Tower of Babel?» (pdf). Trends Ecol. Evol. 18 (2): 57-59. Consultado el 28 de agosto de 2007.

- Datos: Q8269924
- Multimedia: Taxonomy / Q8269924